# Kozara (Bosanska Gradiška, BiH)
Kozara je naseljeno mjesto u sastavu općine Bosanska Gradiška, Republika Srpska, BiH. 1991. godine naselje je imalo 126 sanovnika.